# Атала (окръг, Мисисипи)
Окръг Атала (на английски: Attala County) е окръг в щата Мисисипи, Съединени американски щати. Площта му е 1909 km², а населението - 19 661 души (2000). Административен център е град Косцюшко.